# Мультино, Вячеслав Константинович
Вячеслав Константинович Мультино (Мультенко; 12 мая 1899, Санкт-Петербург — 15 сентября 1978, Архангельск) — российский советский теннисист, теннисный и хоккейный тренер. В теннисе — мастер спорта СССР (1936), неоднократный чемпион СССР по теннису в мужском и смешанном парном разряде, абсолютный чемпион РСФСР 1948 года, многократный чемпион Ленинграда. Тренер Владимира Кизеветтера и Ирины Ярицыной, с 2009 года — член Зала российской теннисной славы. В хоккее с мячом — один из организаторов, многолетний начальник и тренер клуба «Водник» (Архангельск). Репрессирован в 1938, реабилитирован в 1956 году.

## Биография
Вячеслав Мультино родился в Санкт-Петербурге в зажиточной семье в 1899 году. Уже в 1916 году завоевал свой первый теннисный титул, выиграв в одиночном и парном разряде чемпионат Липецка, где он временно находился, по-видимому, в качестве лётчика аэроплановых мастерских.
После революции Мультино воевал на стороне красных в ходе гражданской войны. Он был членом экипажа красвоенлёта Александра Слепяна, занимавшегося воздушной разведкой. Как вспоминал Мультино через 60 лет, вместе они сбили в боях на Севере три самолёта противника. В эти же годы брат Вячеслава, Владимир, воевал на другой стороне фронта, сначала у Деникина, а позже у Врангеля.
После Гражданской войны Вячеслав Мультино вернулся в Ленинград. Он продолжал заниматься авиаделом, окончив в 1934 году Московский авиационный институт (заочно), а также Высшие торгово-промышленные курсы. Теннисная карьера Мультино развивалась в это время успешно: в 1927 году он впервые вошёл в десятку сильнейших теннисистов СССР, а в 1928 году выиграл первенство Ленинграда, чемпионат СССР и Всесоюзную Спартакиаду в парном разряде. В 1932 году он выиграл чемпионат СССР и в мужском, и в смешанном парном разряде (со своей женой Зинаидой Клочковой). В 1934 году Клочкова и Мультино вторично выиграли чемпионат СССР в миксте, а сам Вячеслав дошёл до финала в одиночном разряде, проиграв другому ленинградскому мастеру — Евгению Кудрявцеву. В 1936 и 1938 годах Мультино принимал участие в матчах советских и чехословацких теннисистов, в 1936 году побывав в составе советской делегации в Праге. В том же году он выиграл Кубок СССР в составе команды «Динамо» и получил звание мастера спорта. Его стиль вошёл в пословицы: через 70 лет Анна Дмитриева вспоминала, что о теннисистах, ярко действовавших у сетки, говорили «играет, как Мультино».
Мультино также работал и как тренер, воспитывая молодых ленинградских теннисистов, включая будущих призёров республиканских и всесоюзных соревнований Владимира Кизеветтера и Ирину Ярицыну. Называл его своим учителем и будущий многократный чемпион СССР Николай Озеров.
После контактов с иностранными спортсменами на Мультино было заведено дело, он был обвинён в ведении «контрреволюционной пропаганды, направленной на дискредитацию ВКП(б) и Советского правительства» и в 1940 году осуждён на пять лет лишения свободы в исправительно-трудовых лагерях. Срок Мультино отбывал сначала в Кодинском лагпункте Кулойлага, а позже в Новодвинской крепости, недалеко от мест, где сражался в гражданскую войну. В 1942 году он отправил письмо Сталину, просясь на фронт, но реакции на это не последовало.
В лагере Мультино зарекомендовал себя как хороший работник, дойдя до должности заведующего производством участка, в его личном деле содержатся благодарности за успешное выполнение планов. После окончания срока он остался в Архангельске, уже в 1947 году подав ходатайство о снятии судимости. Реабилитации он дождался в 1956 году.
В Архангельске Мультино проявил себя как энтузиаст развития спорта. С 1946 по 1948 год он неоднократно становился чемпионом РСФСР по теннису в одиночном, мужском и смешанном парном разряде, в том числе в 1948 году, в 49 лет, — абсолютным чемпионом РСФСР. Он сам строил в Архангельске теннисные корты — сперва на стадионе «Динамо», а в дальнейшем благодаря ему теннисные занятия и состязания начали проводиться в новом спортивном комплексе «Север». Ученик Мультино Владимир Нифонтов стал чемпионом РСФСР среди юношей и мастером спорта СССР. С 1946 года Мультино принимал участие в становлении в Архангельске хоккея с мячом, впоследствии став начальником и тренером местной команды «Водник», с которой завоевал шестое место в чемпионате СССР, проходившем в Архангельске.
Вячеслав Мультино скончался в 1978 году. Он похоронен на Жаровихинском кладбище Архангельска. В 2009 году его имя было внесено в списки Зала российской теннисной славы.